# Ophiurochaeta
Ophiurochaeta is een geslacht van slangsterren uit de familie Ophiodermatidae.

## Soorten
- Ophiurochaeta littoralis (Koehler, 1913)
- Ophiurochaeta mixta (Lyman, 1878)